# Căinelu de Jos
Căinelu de Jos – wieś w Rumunii, w okręgu Hunedoara, w gminie Șoimuș. W 2011 roku liczyła 146 mieszkańców.